# Relaciones Estados Unidos-Polonia

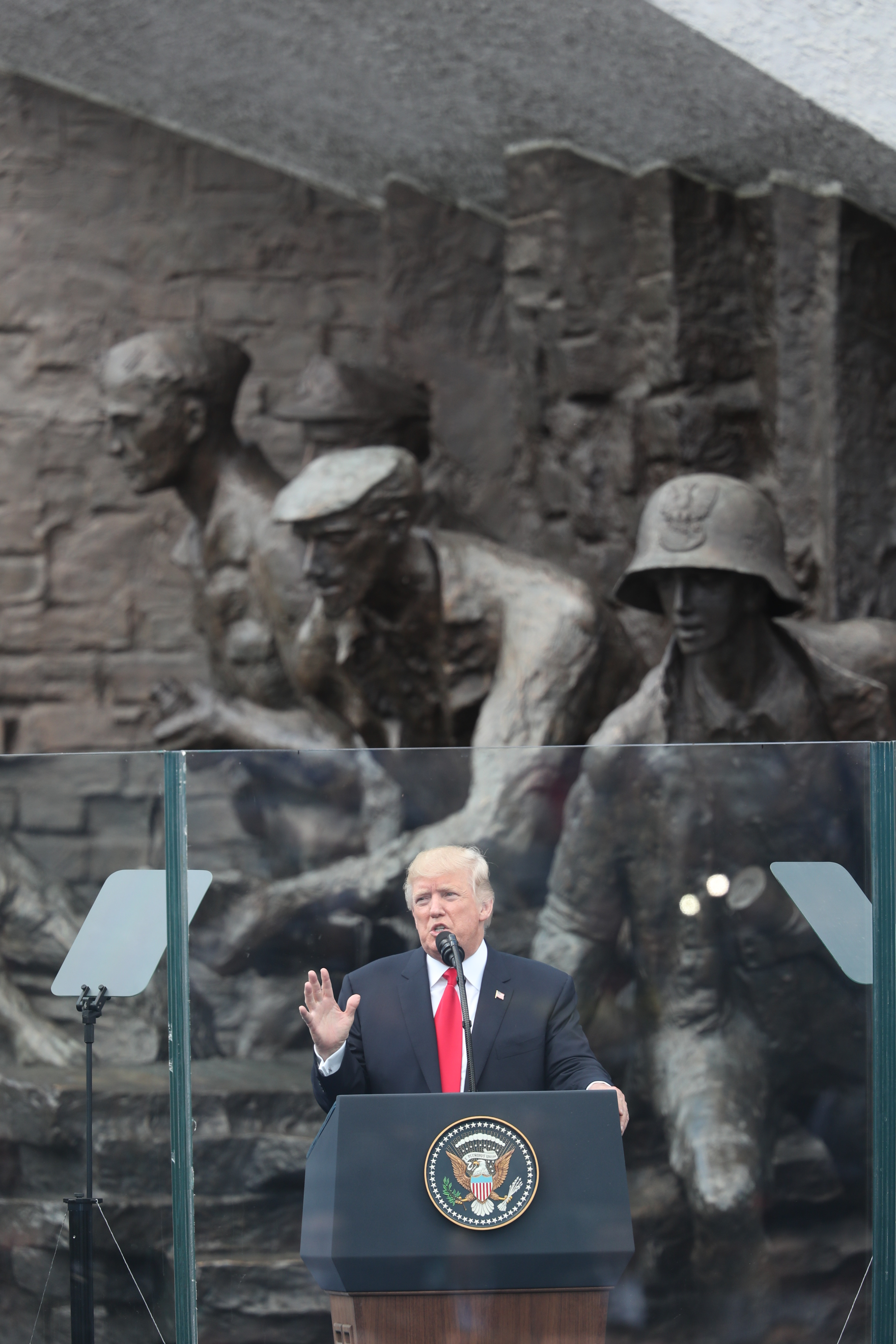
El Presidente Donald Trump en Varsovia, Polonia durante un discurso. Atrás el Monumento al levantamiento de Varsovia de 1944.

Las relaciones Estados Unidos-Polonia son las relaciones diplomáticas entre Estados Unidos y Polonia. Desde 1989, las relaciones entre Polonia y Estados Unidos han sido excelentes y Polonia es uno de los mayores aliados de los Estados Unidos, siendo parte tanto de la OTAN como de la Unión Europea.
Además de los lazos históricos y culturales más estrechos, Polonia es una de las naciones más consistentemente proestadounidense en Europa y en el mundo, con el 79 % de polacos viendo a los Estados Unidos favorablemente en 2002 y el 67 % en 2013. De acuerdo con el Informe de liderazgo global de EE. UU. de 2012, el 36 % de los polacos aprueba el liderazgo de EE. UU., con un 30 % de desaprobación y un 34 % de incertidumbre. y en una encuesta del Servicio Mundial BBC de 2013, el 55 % de los polacos ve una influencia positiva en los Estados Unidos, la calificación más alta de cualquier país europeo encuestado.

## Historia

### Antes delsigloXX
Aunque la partición de Polonia que borró el estado polaco del mapa en 1795 impidió el establecimiento de relaciones diplomáticas oficiales entre Polonia y el nuevo estado de Estados Unidos, Polonia, que promulgó la segunda constitución más antigua del mundo en 1791, siempre consideró a EE. UU. como una buena influencia, incluso en el siglo XVIII, importantes figuras polacas como Tadeusz Kościuszko y Kazimierz Pułaski se involucraron estrechamente en la configuración de la historia de EE. UU. Muchos polacos emigraron a Estados Unidos durante el siglo XIX, formando una gran comunidad.

#### Respuesta estadounidense al levantamiento de noviembre
La lucha de Polonia en 1831 por la independencia de Rusia fue ampliamente documentada y editada en los periódicos estadounidenses. Como lo describió el historiador Jerzy Jan Lerski, «uno podría reproducir en detalle prácticamente toda la historia del Levantamiento de noviembre de los archivos de 1831 de los diarios estadounidenses publicados en ese momento, independientemente del hecho de que generalmente eran asuntos de cuatro hojas con queda poco espacio para noticias extranjeras». Había solo un número muy pequeño de polacos en los Estados Unidos en ese momento, pero los puntos de vista de Polonia fueron determinados positivamente por su apoyo a la Revolución Americana. Varios jóvenes ofrecieron sus servicios militares para luchar por Polonia, el más conocido de los cuales fue Edgar Allan Poe quien escribió una carta a su oficial al mando el 10 de marzo de 1831 para unirse al ejército polaco si Ser creado en Francia. El apoyo a Polonia fue más alto en el sur, ya que la muerte de Pulaski en Savannah, Georgia, fue bien recordada y conmemorada. Un cirujano estadounidense, el Dr. Paul Fitzsimmons, del Estado de Georgia, se unió al ejército polaco en 1831. Estaba en Francia en ese momento e, inspirado en «cómo se había enamorado de Pulaski el asedio de Savannah durante la lucha revolucionaria de 1776», viajó a Varsovia como cirujano de campo para la infantería polaca. Los Estados Unidos nunca iniciaron la creación de una fuerza militar para apoyar a Polonia. El apoyo financiero y los regalos se enviaron desde Estados Unidos al Comité estadounidense-polaco en Francia, que tenía la intención de comprar suministros y transportar ayuda a Polonia. El escritor estadounidense James Fenimore Cooper escribió un llamado a la organización en el apogeo de su popularidad, motivando una colección nacional para Polonia en ciudades estadounidenses.
El francés General Lafayette fue una voz franca en Francia, instando a una intervención francesa para ayudar a Polonia en su independencia de Rusia. El gobierno francés buscó hacer la paz con Rusia y, en general, se mantuvo al margen de la revolución.
Tras el colapso de la insurrección, los periódicos estadounidenses continuaron publicando noticias de fuentes británicas y francesas que documentaban la opresión de polacos por parte de Rusia. Los editores de periódicos mencionaron a los rusos como «brutales» y «malvados», mientras que los polacos eran «galantes» y «heroicos» en sus esfuerzos. El público estadounidense fue informado de la supresión actual de la cultura polaca y del reclutamiento forzado de polacos en el ejército ruso, lo que perjudicó las relaciones ruso-estadounidenses. Un escritor estadounidense en Boston, Robin Carver, escribió un libro para niños en 1831 llamado «Historias de Polonia», que decía que para los niños polacos: «Sus casas no son hogares felices y pacíficos, sino que están abiertos a los espías y soldados de un gobierno cruel y vengativo... No hay confianza, ni reposo, ni esperanza para ellos, y no lo será, hasta que, por medio de una lucha más afortunada, expulsarán a los rusos de sus fronteras y se convertirán en un pueblo independiente». Los homenajes poéticos a Polonia se escribieron en América, y la literatura que denunciaba el trato ruso hacia Polonia continuó después del Levantamiento. El zar ruso Nicolás I y sus emisarios le pidieron al Secretario de Estado de los EE. UU. Una reprimenda formal a los periódicos estadounidenses que informaban sobre el maltrato ruso a los polacos. Luego, el Secretario de Estado Edward Livingston decidió esperar dos meses antes de responder a las demandas de Rusia, pero el embajador de Estados Unidos en Rusia James Buchanan hizo promesas a los rusos de que la prensa estadounidense circularía la evidencia que la crueldad rusa era «muy exagerada». El historiador Jerzy Jan Lerski criticó la postura prorrusa de Buchanan sobre el tema polaco y dijo que hizo declaraciones sobre Polonia sin visitar el país o «escuchar el testimonio polaco».

#### Lincoln y la Guerra Civil

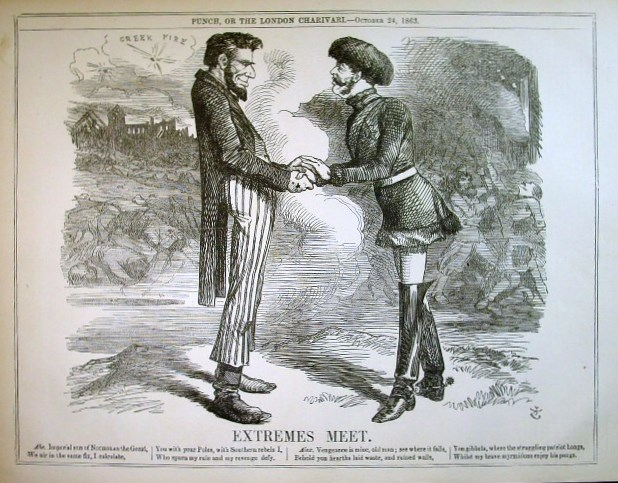
Una caricatura política británica de 1863 con Lincoln y el zar ruso Alejandro II. Las caricaturas sugieren que ambos son tiranos empapados de sangre, que se dan la mano contra las imágenes de la devastación civil en la guerra civil estadounidense y la guerra rusa contra Polonia.

La independencia de Polonia perdió el favor de los intelectuales estadounidenses durante la Guerra Civil de los Estados Unidos. Los historiadores han argumentado que el propio presidente Lincoln simpatizaba con los polacos, pero optó por no intervenir en los asuntos de Europa por temor a unirse a la Confederación. El historiador Tom Delahaye señaló a 1863 como una ruptura crítica en las relaciones entre la «Coalición de Crimea» (Gran Bretaña, Francia y Austria) y Rusia, con la independencia de Polonia como una razón clave para el conflicto. Las simpatías rusas estaban sólidamente a favor del Norte, y Lincoln expresó una política no intervencionista hacia el «problema polaco» de Rusia. Al hacerlo, se alienó de la política británica y francesa y se acercó a los rusos, contribuyendo a un equilibrio de poder en favor del zar.

### Segunda república polaca
Después de la Primera Guerra Mundial, el presidente de los Estados Unidos Woodrow Wilson emitió sus principios para el final de la guerra, los Fourteen Points («Catorce Puntos») en el que el punto XIII pedía una Polonia independiente con acceso al mar - «Un estado polaco independiente debe erigirse, que debe incluir los territorios habitados por indiscutiblemente poblaciones polacas, que debe garantizarse un acceso libre y seguro al mar, y cuya independencia política y económica e integridad territorial deben estar garantizadas por el pacto internacional». El 22 de enero de 1919, el Secretario de Estado Robert Lansing notificó al primer ministro y Secretario de Relaciones Exteriores de Polonia, Ignacy Jan Paderewski, que Estados Unidos reconoció al Gobierno polaco provisional.
Los Estados Unidos establecieron relaciones diplomáticas con la recién formada República Polaca en abril de 1919, pero las relaciones entre los dos países fueron distantes, aunque positivas (debido a que el no intervencionismo de los Estados Unidos y Polonia no se consideraban importantes para los intereses de los Estados Unidos).
Finalmente, ambos países se convirtieron en parte de los Aliados en la Segunda Guerra Mundial, pero hubo relativamente poca necesidad de una coordinación detallada entre los Estados Unidos y el Gobierno de Polonia en el exilio con sede en Londres.

### Periodo comunista
El 5 de julio de 1945, el gobierno de los Estados Unidos reconoció al gobierno comunista instalado en Varsovia por el gobierno soviético, abandonando así al Gobierno polaco en el exilio. Después de 1950, Polonia (o la República Popular de Polonia desde 1952) se convirtió en parte del bloque soviético, y como tal, el enemigo de Estados Unidos en la Guerra Fría. El primer embajador de Estados Unidos en la Polonia de posguerra, Arthur Bliss Lane, escribió un libro I Saw Poland Betrayed sobre cómo los aliados occidentales abandonaron a su antiguo aliado, Polonia, para la Unión Soviética. Sin embargo, los polacos siempre han considerado extraoficialmente a Estados Unidos como una potencia amiga, y a la Unión Soviética como un ocupante.[cita requerida]
Después de que Gomułka llegara al poder en 1956, las relaciones con los Estados Unidos comenzaron a mejorar. Sin embargo, durante la década de 1960, la reversión a una política de apoyo total e incondicional a los objetivos de la política exterior soviética y la actitud negativa hacia Israel durante la guerra de los Seis Días causó el estancamiento de esas relaciones. Las relaciones entre EE. UU. Y Polonia mejoraron significativamente después de que Edward Gierek sucedió a Gomulka y expresó su interés en mejorar las relaciones con los Estados Unidos. Un acuerdo consular fue firmado en 1972.
En 1974, Gierek fue el primer líder polaco en visitar los Estados Unidos. Esta acción, entre otras, demostró que ambas partes deseaban facilitar mejores relaciones.
El nacimiento de Solidaridad en 1980 levantó la esperanza de que se realizarían progresos tanto en las relaciones externas de Polonia como en su desarrollo interno. Durante este tiempo, los Estados Unidos proporcionaron 765 millones de dólares en ayuda agrícola. Los derechos humanos y las cuestiones de libertad individual, sin embargo, no mejoraron, y los Estados Unidos revocaron el estatus de Polonia nación más favorecida (NMF) en respuesta a la decisión del gobierno polaco de prohibir Solidaridad en 1981. El estatus de NMF se restableció en 1987 y se mejoraron las relaciones diplomáticas.
El gobierno de Reagan participó en un apoyo clandestino para el movimiento Solidaridad. El dinero de la CIA fue canalizado a través de terceros. Se impidió que los oficiales de la CIA se reunieran con líderes de Solidaridad, y los contactos de la CIA con activistas de Solidaridad fueron más débiles que los de AFL-CIO, que recaudaron 300 mil dólares de sus miembros, que se utilizaron para proporcionar material y efectivo directamente a Soldarity. El Congreso de los Estados Unidos autorizó a la Fundación Nacional para la Democracia a promover la democracia, y la NED asignó 10 millones de dólares a Solidaridad. El apoyo de la CIA a Solidaridad, además del dinero, incluyó equipo y capacitación, que fue coordinado por la División de Operaciones Especiales de la CIA. Henry Hyde, miembro del comité de inteligencia de la Cámara de los EE. UU., Declaró que EE. UU. Proporcionó «suministros y asistencia técnica en términos de periódicos clandestinos, difusión, propaganda, dinero, ayuda organizativa y asesoramiento». Michael Reisman, de la Escuela de Derecho de Yale, nombró a las operaciones en Polonia como una de las acciones encubiertas de la CIA durante la Guerra Fría Los fondos iniciales para acciones encubiertas de la CIA fueron de $ 2 millones, pero poco después se aumentó la autorización y en 1985 la CIA se infiltró con éxito en Polonia
Sin embargo, cuando el gobierno polaco lanzó su propia represión en diciembre de 1981, Solidaridad no fue alertada. Las posibles explicaciones de esto varían; algunos creen que la CIA fue tomada por sorpresa, mientras que otros sugieren que los políticos estadounidenses consideran que una represión interna es preferible a una «intervención soviética inevitable».

### Tercera república polaca

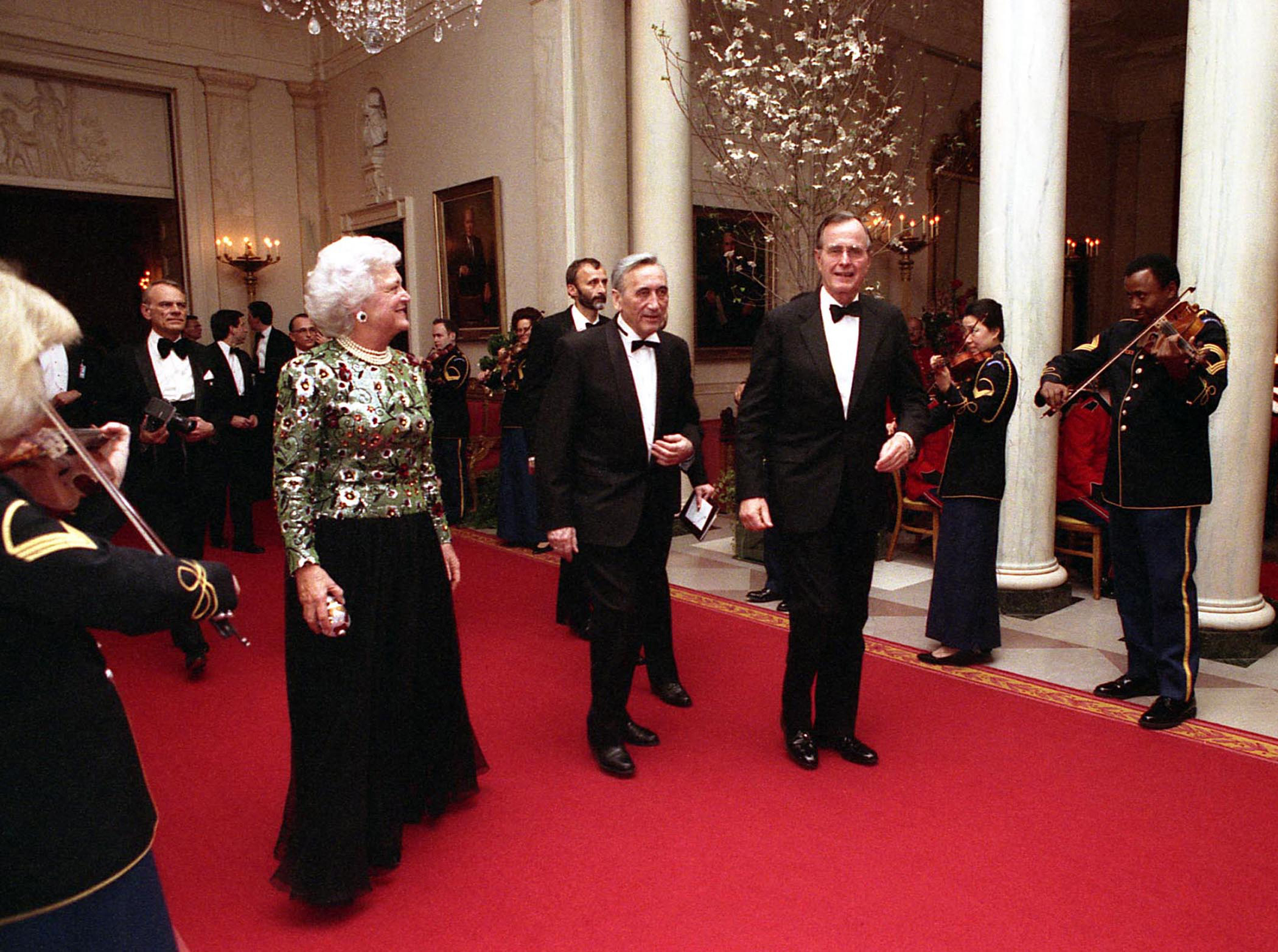
El primer ministro polaco Tadeusz Mazowiecki y el presidente de los Estados Unidos George H.W. Bush en la Casa Blanca, 1990

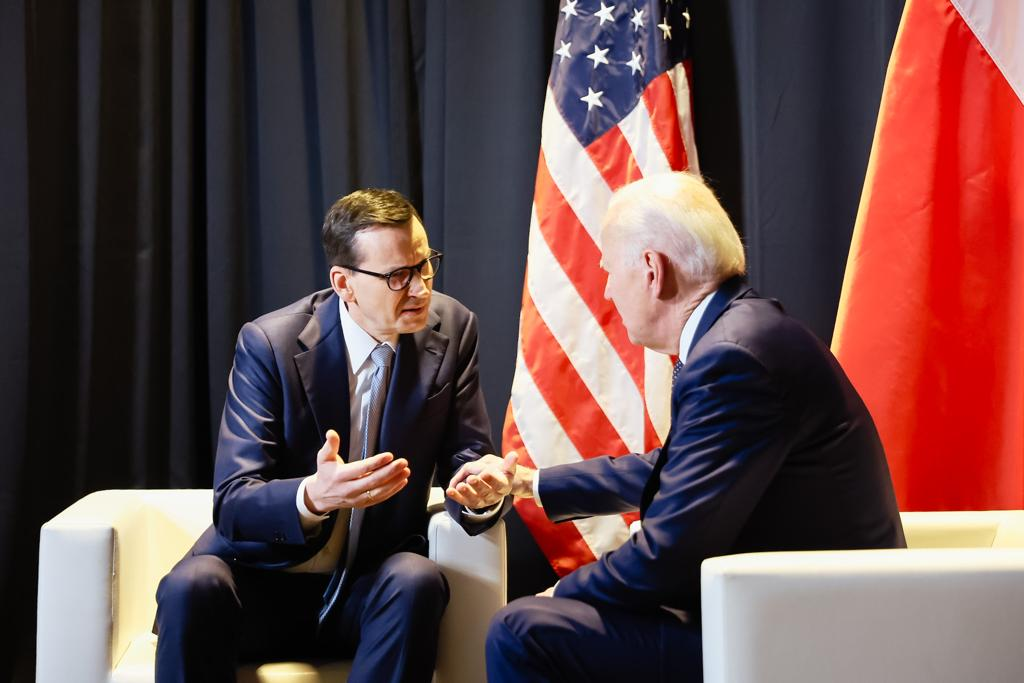
President de los Estados Unidos Joe Biden y Primer ministro de Polonia Mateusz Morawiecki, 2023.

Los Estados Unidos y Polonia han disfrutado de cálidas relaciones bilaterales desde 1989. Todos los gobiernos polacos posteriores a 1989 han apoyado firmemente la presencia militar y económica estadounidense en Europa, y Polonia es uno de los aliados más estables de los Estados Unidos.
Cuando Polonia se unió a la OTAN el 12 de marzo de 1999, los dos países se convirtieron en parte de la misma alianza militar. Además de apoyar la Guerra contra el Terror, Operación Libertad Duradera en Afganistán y esfuerzos de la coalición en Irak (donde el contingente polaco del sur fue uno de los más grandes, Polonia colabora estrechamente con los Estados Unidos en temas como la democratización, la proliferación nuclear, los derechos humanos, la cooperación regional en Europa central y oriental y la reforma de las Naciones Unidas.
El presidente Barack Obama visitó Polonia los días 27 y 28 de mayo de 2011. Se reunió con el primer ministro polaco Donald Tusk y el presidente Bronislaw Komorowski. Los líderes estadounidenses y polacos discutieron temas de cooperación económica, militar y tecnológica.
En julio de 2017, el presidente de los Estados Unidos Donald Trump en su segundo viaje al extranjero visitó Polonia. Se reunió con el presidente de Polonia Andrzej Duda. El presidente Trump y el presidente Duda realizaron una conferencia de prensa conjunta en el Castillo Real de Varsovia. El presidente Trump agradeció al pueblo polaco y al presidente Duda por la cálida bienvenida que recibió en Varsovia. Dijo: «Nuestra fuerte alianza con Polonia y OTAN sigue siendo fundamental para disuadir el conflicto y asegurar que la guerra entre las grandes potencias nunca vuelva a causar estragos en Europa, y que el mundo será más seguro y mejor. Estados Unidos está comprometido a mantener la paz y la seguridad en Europa Central y Europa del Este».
El presidente Trump también habló con los líderes europeos que asistieron a la Cumbre Iniciativa Tres Mares en Varsovia.
En 2018, Polonia propuso que Estados Unidos abriera una base militar permanente dentro de su país. El gobierno polaco financiaría alrededor de 2000 millones de dólares del costo de hospedar a las fuerzas estadounidenses, si la propuesta fuera aceptada por los Estados Unidos. Polonia ha propuesto ya sea Bydgoszcz, o Toruń, como posibles ubicaciones base. Desde 1999, ha buscado lazos militares más estrechos con los Estados Unidos.

## Cuestiones

### Radosław Sikorski

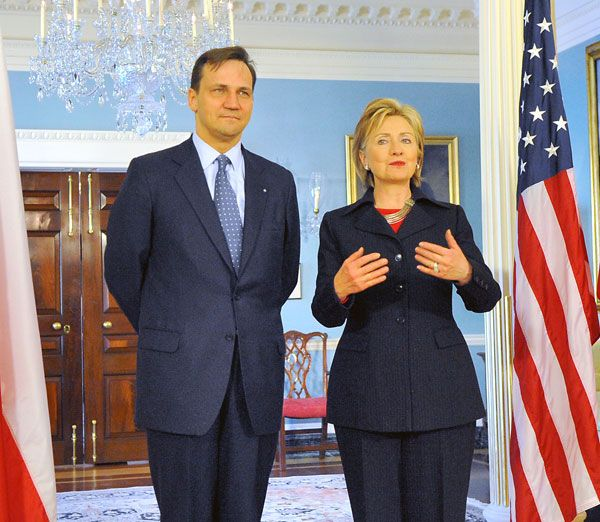
El Ministro de Relaciones Exteriores Sikorski se reúne con la Secretaria de Estado de los Estados Unidos Hillary Clinton, febrero de 2009

A pesar de su relación aparentemente estrecha, la revista polaca Wprost obtuvo una grabación del ministro de Relaciones Exteriores polaco Radosław Sikorski en la que calificaba la alianza polaco-estadounidense de «francamente perjudicial, ya que causa una falsa sensación de seguridad», mientras que en una encuesta realizada en 2016, alrededor del 20 % de los encuestados consideraban a los estadounidenses una amenaza potencial para la seguridad nacional polaca. A pesar de eso, también en esta encuesta, más del 50 % de los encuestados consideraron a los estadounidenses y canadienses como confiables.

### Complejo de defensa antimisiles estadounidense en Polonia
El complejo de defensa antimisiles de EE. UU. en Polonia formó parte de la capacidad europea de defensa de misiles balísticos de EE. UU., que se colocará en Redzikowo, Słupsk, Polonia, formando una Base de Defensa Terrestre junto con un sistema de radar de discriminación y seguimiento de medio recorrido de haz estrecho de los Estados Unidos en Brdy, República Checa. El plan fue cancelado en 2009.
La sociedad polaca estaba dividida sobre el tema. Según una encuesta realizada por SMG/KRC publicada por TVP, el 50 por ciento de los encuestados rechazó el despliegue del escudo en suelo polaco, mientras que el 36 por ciento lo apoyó.
La decisión de la administración de Obama de cancelar un complejo de defensa propuesto en Polonia fue categorizada como «apaciguamiento» por la Federación Rusa por los partidarios del plan.
En octubre de 2009, con un viaje del vicepresidente Joe Biden a Varsovia, el primer ministro Donald Tusk presentó y recibió un nuevo proyecto de interceptor más pequeño en aproximadamente el mismo calendario que el plan de la administración Bush.

### Entrada americana para asuntos polacos
Una crítica sustancial y repetida en Polonia del enfoque de EE. UU. En Polonia se basa en la negativa de EE. UU. A permitir que los polacos ingresen sin visa a los Estados Unidos, a pesar del hecho de que la mayoría de los países de la Unión Europea, a menudo mucho menos partidarios de EE. UU. En la escena internacional, no tienen requisitos de la visa.[cita requerida] EE. UU. sigue siendo el último país desarrollado no árabe del mundo en requerir visas de corta duración de ciudadanos polacos.[cita requerida] El pasaporte polaco básicamente permite la libre circulación o la obtención de una visa para todos los países del mundo, excepto para EE. UU. esto también puede haber sido un factor en la reciente disminución de inmigrantes polacos altamente calificados en los Estados Unidos.
Durante su visita a Polonia en 2011, el presidente Obama dijo sobre el Programa de exención de visa: «Voy a hacer de esto una prioridad. Y quiero resolver este problema en poco tiempo. Espero que este problema se resolverá durante mi presidencia». Algunos polacos se han sentido profundamente decepcionados por la inacción de la administración de Obama sobre el tema, y creen que esta fue una promesa vacía.
La Unión Europea ha amenazado con imponer requisitos de visa para que los estadounidenses ingresen a cualquiera de sus países miembros si no se eliminan los requisitos de visa para polacos.

### Período de «campos de exterminio polacos»
En mayo de 2012, durante la Ceremonia de la Medalla Presidencial de la Libertad, Obama se refirió a los campos de concentración dirigidos por los nazis en Polonia durante la Segunda Guerra Mundial como «campos de exterminio polacos», un término que el primer ministro Polaco, Donald Tusk, dijo que mostraba «ignorancia, falta de conocimiento y mala voluntad». Llamándolos «campos de exterminio polacos», dijo Tusk, dio a entender que Polonia era responsable y que «no había habido nazis, ni responsabilidad alemana, ni Hitler». Después de que un portavoz de la Casa Blanca se lamentara de la declaración equivocada al aclarar que el presidente se estaba refiriendo a los campos de concentración nazis, Tusk expresó la expectativa de «una reacción más inclinada a eliminar de una vez por todas estas clases de errores».

### Imágenes

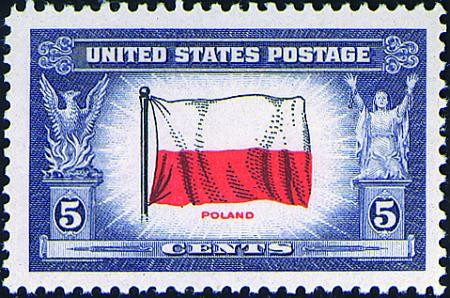
Polonia fue reconocido por Estados Unidos, que emitió el sello en 1943 en su honor.
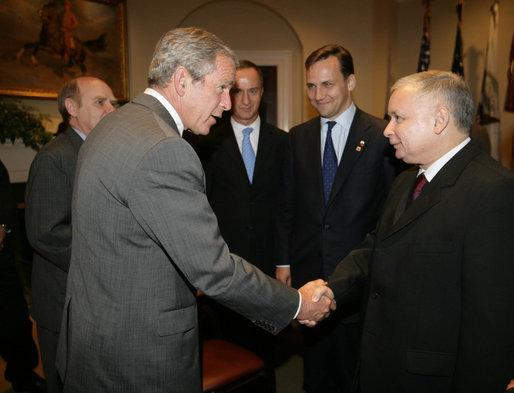
El presidente de los Estados Unidos George W. Bush y el primer ministro polaco Jarosław Kaczyński durante una conversación en la  Casa Blanca, octubre de 2006
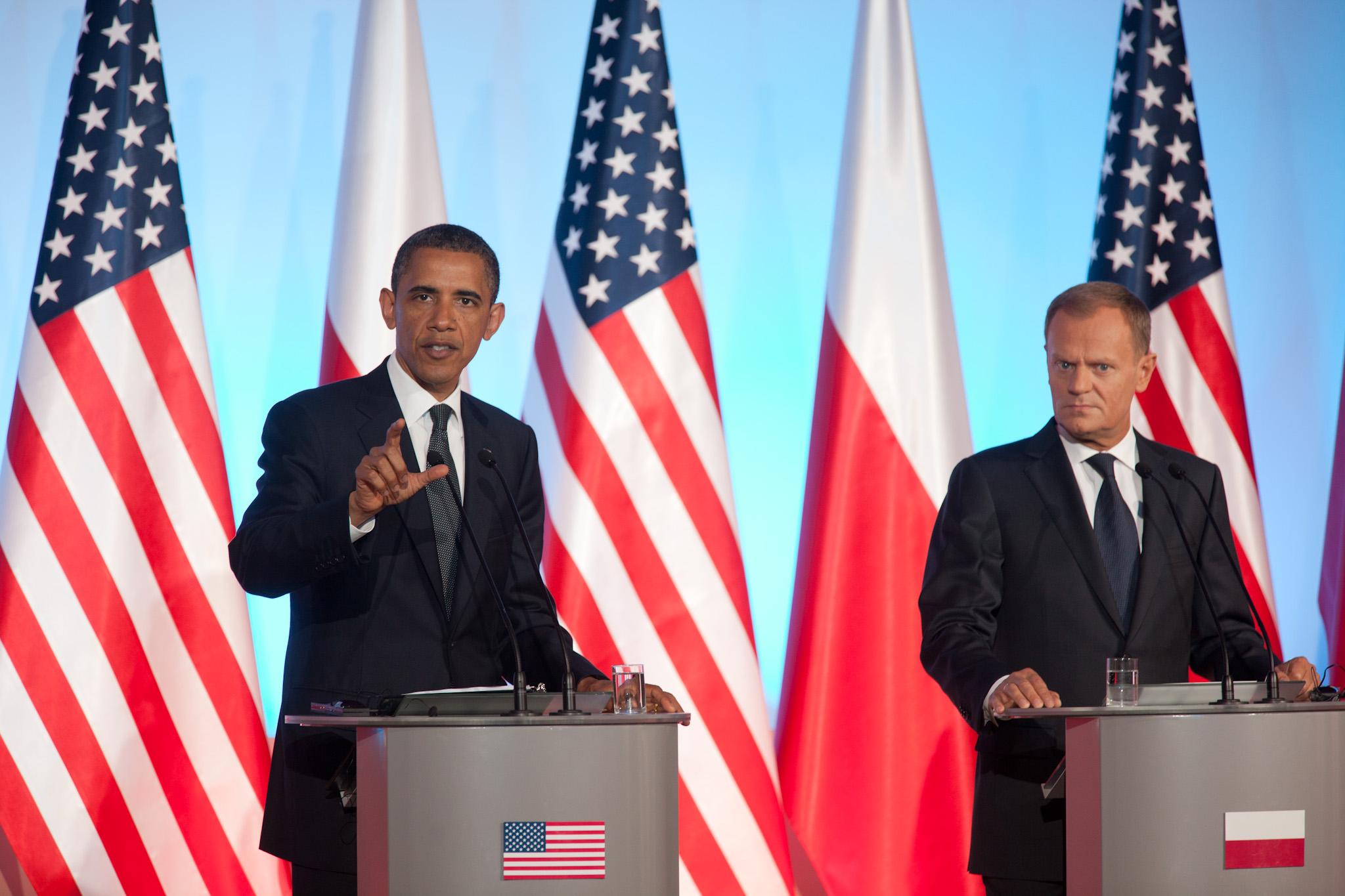
El presidente de los Estados Unidos Barack Obama se reúne con el primer ministro polaco Donald Tusk en Varsovia, mayo de 2011.
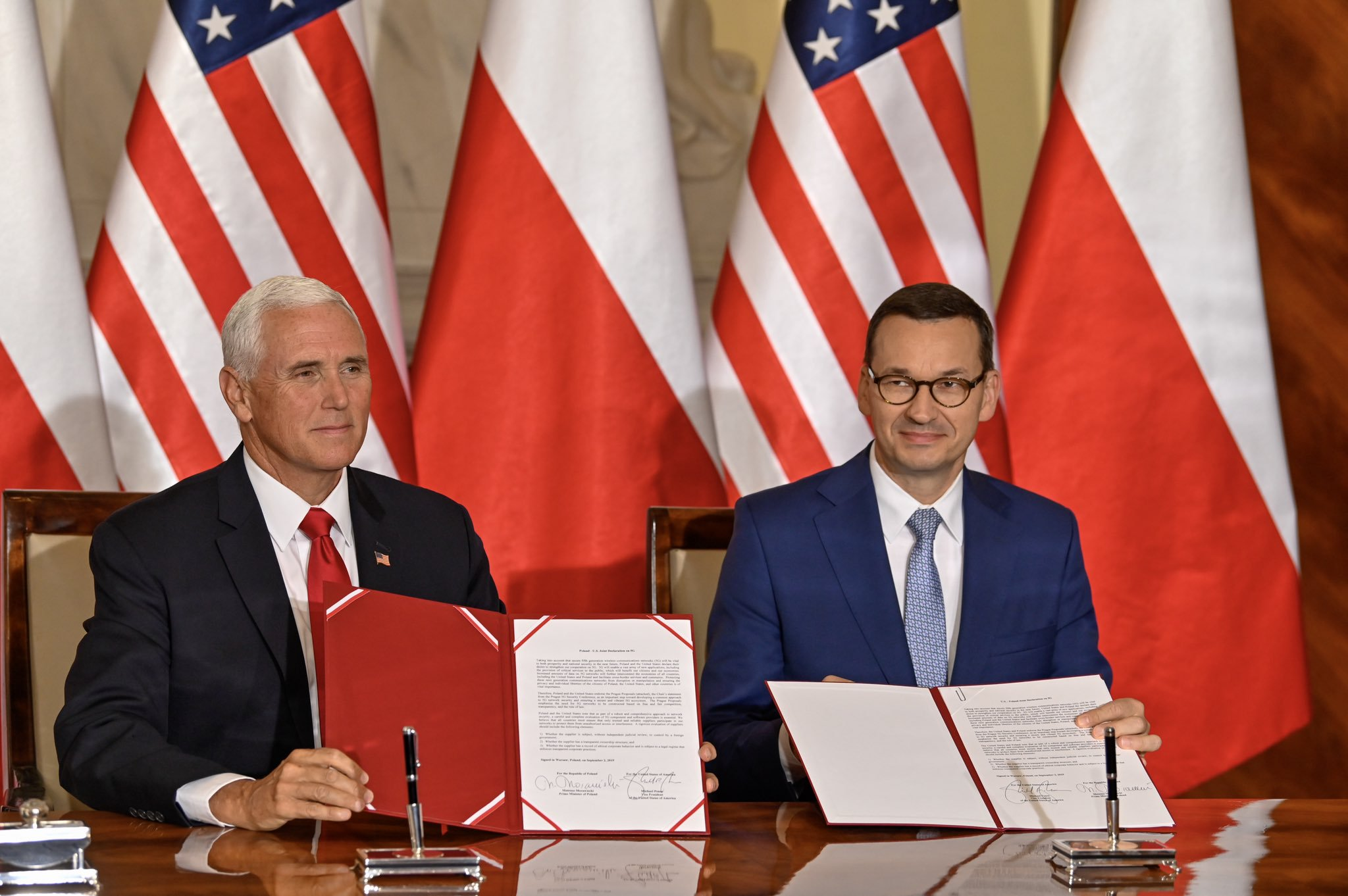
El vicepresidente de los Estados Unidos de América Mike Pence y el primer ministro Mateusz Morawiecki firman una declaración conjunta el 5G, septiembre de 2019.
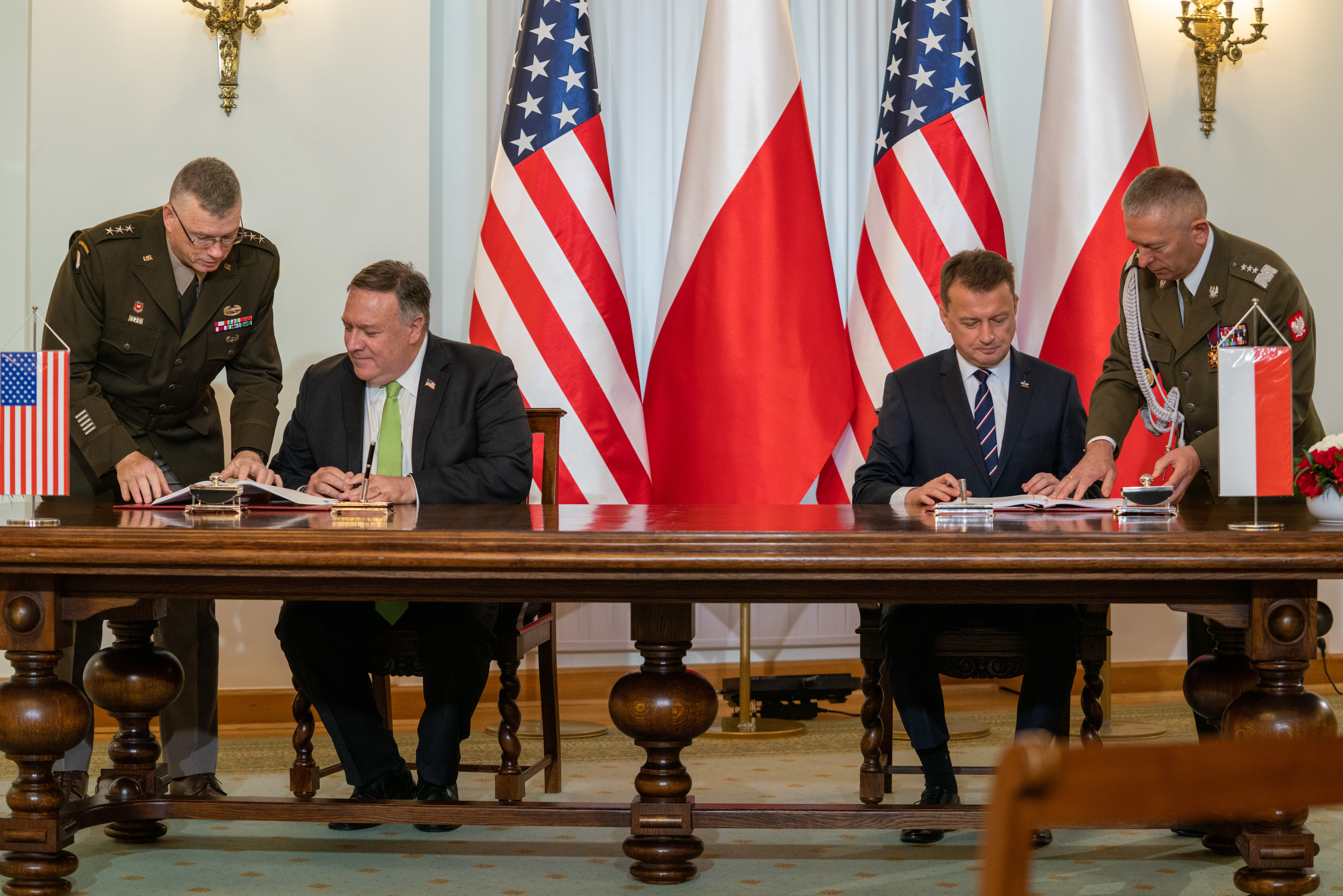
El Secretario de Estado de los Estados Unidos Mike Pompeo y el Ministro de Defensa de Polonia Mariusz Błaszczak firman un acuerdo militar, agosto de 2020.
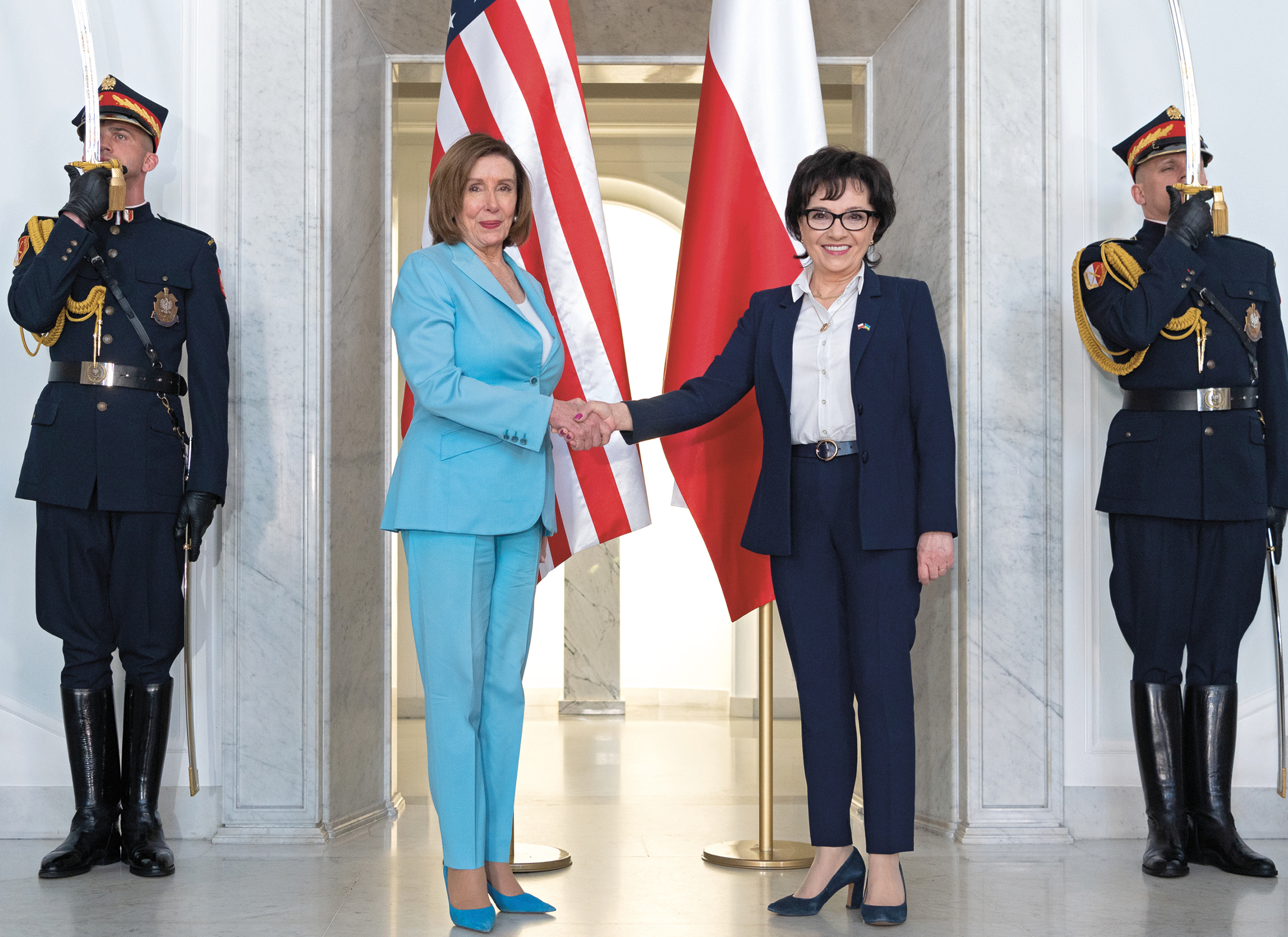
Mariscal del Sejm Elżbieta Witek y Presidente de la Cámara de Representantes Nancy Pelosi, junio de 2022.

## Misiones diplomáticas residentes
- Estados Unidos tiene una embajada en Varsovia y un consulado-general en Cracovia.[28]
- Polonia tiene una embajada en Washington D. C. y consulados-generales en Chicago, Houston, Los Ángeles y en Nueva York.[29]

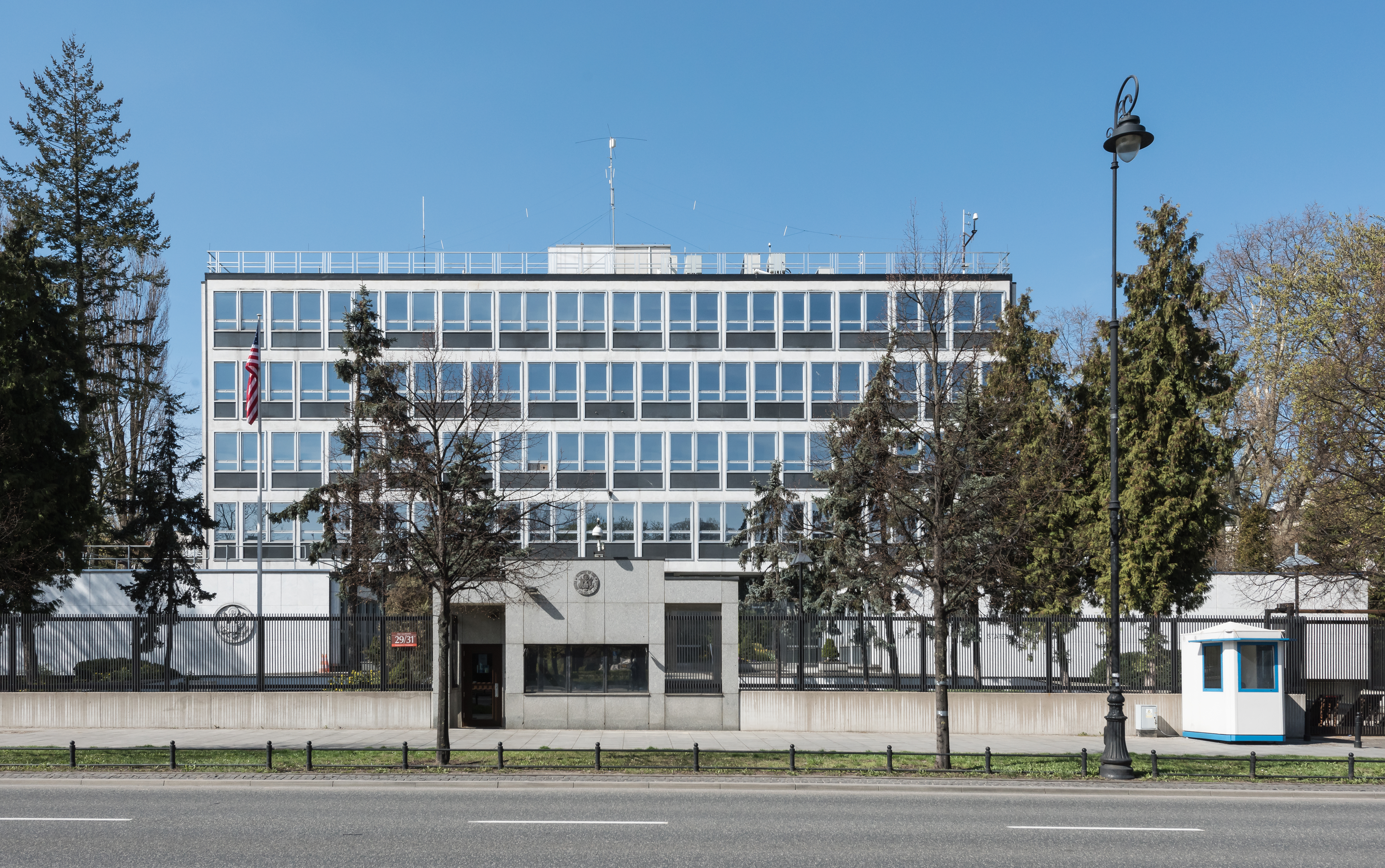
Embajada de los Estados Unidos en Varsovia
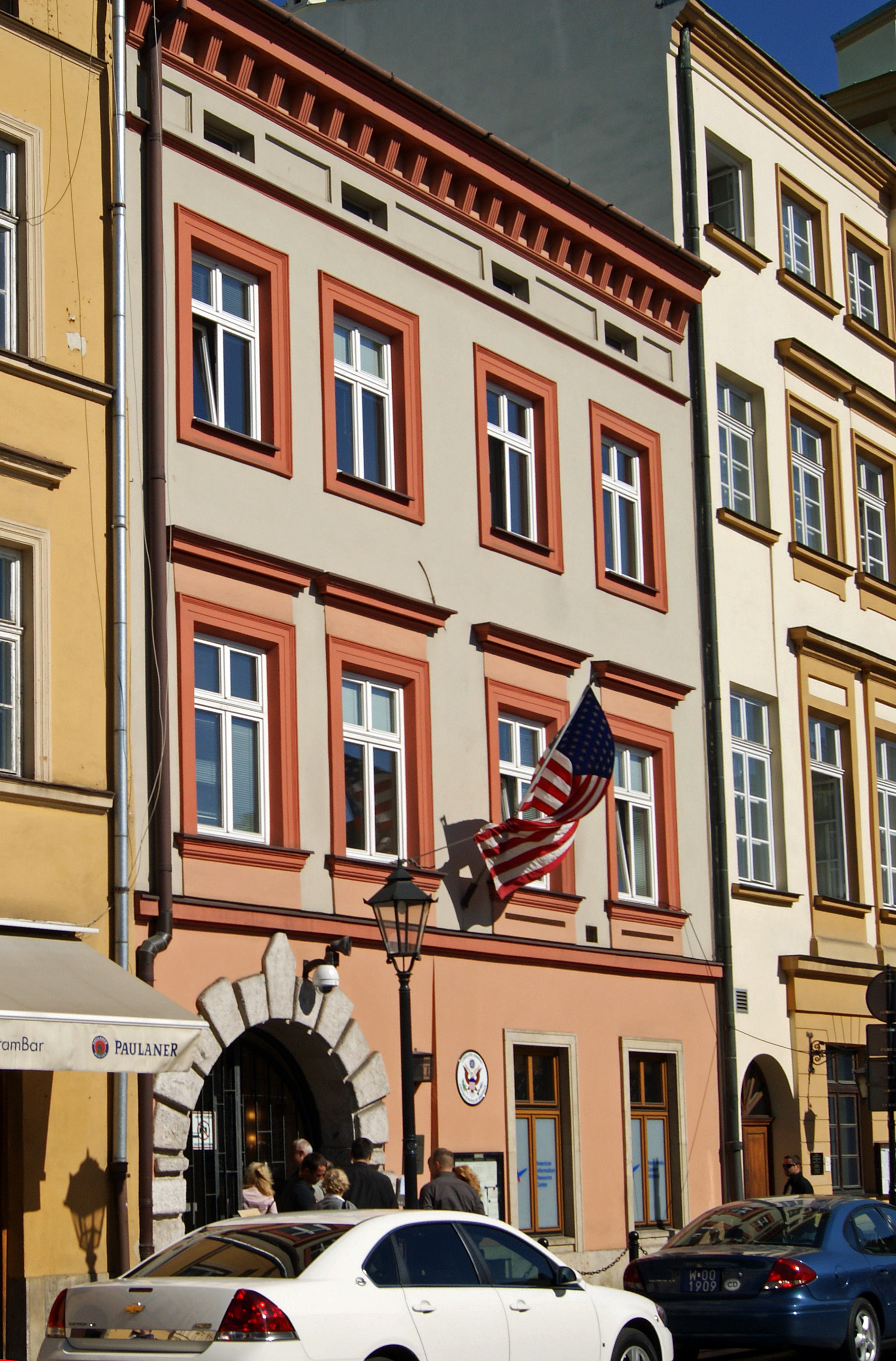
Consulado-General de los Estados Unidos en Caracovia

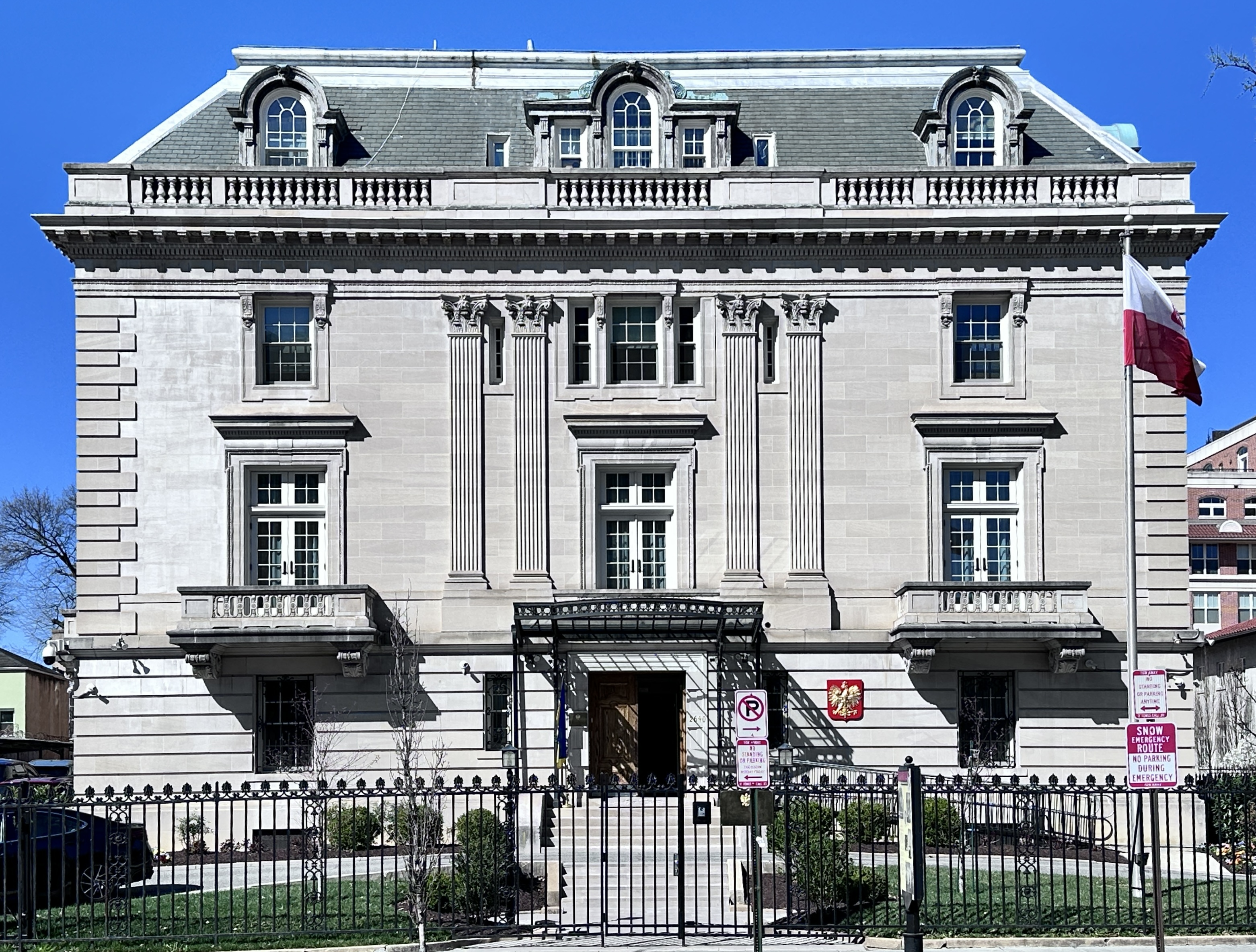
[[Embassy of Poland, Washington, D.C.|Embajada de Polonia en Washington D.C.
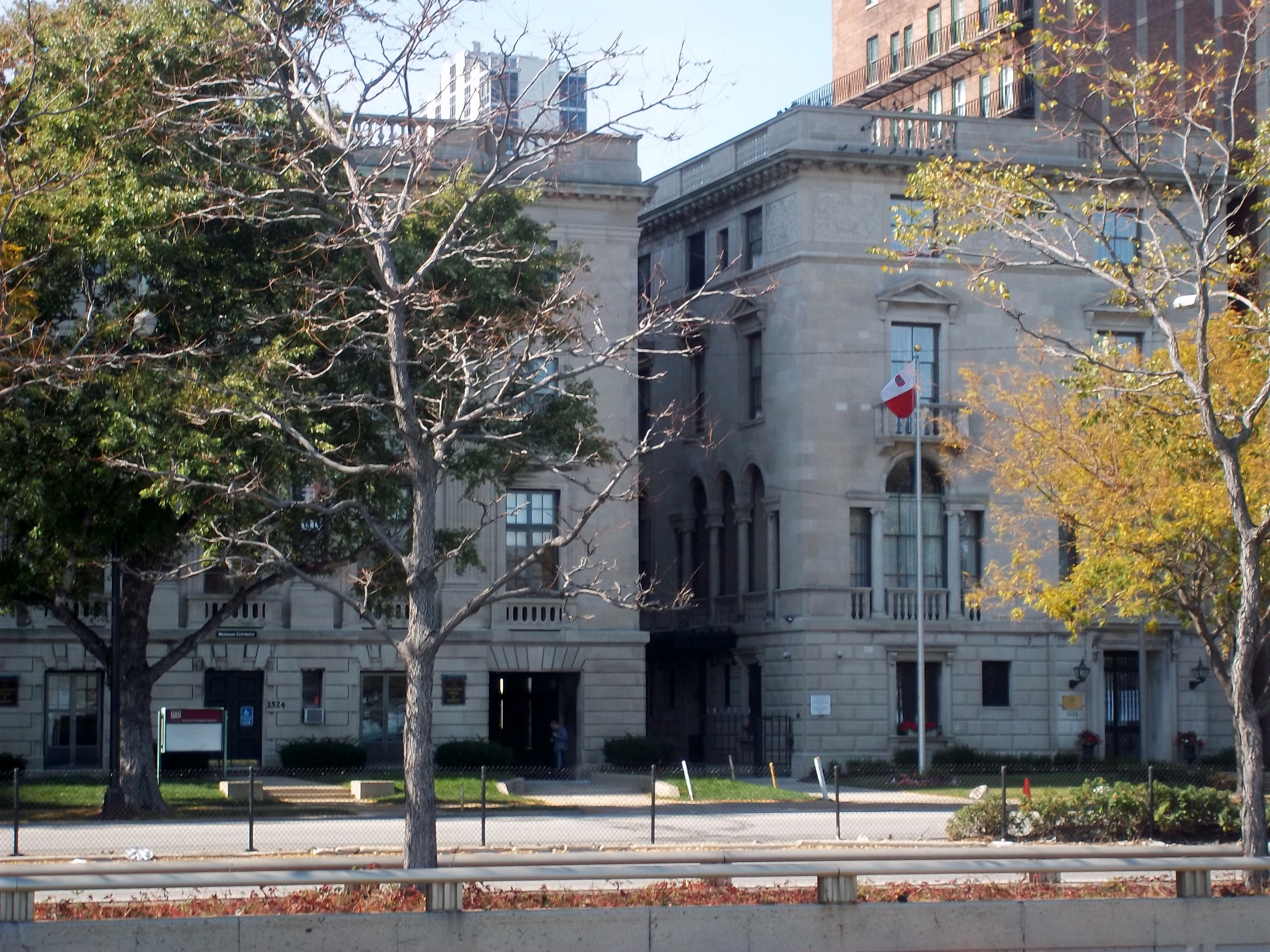
Consulado-General de Polonia en Chicago
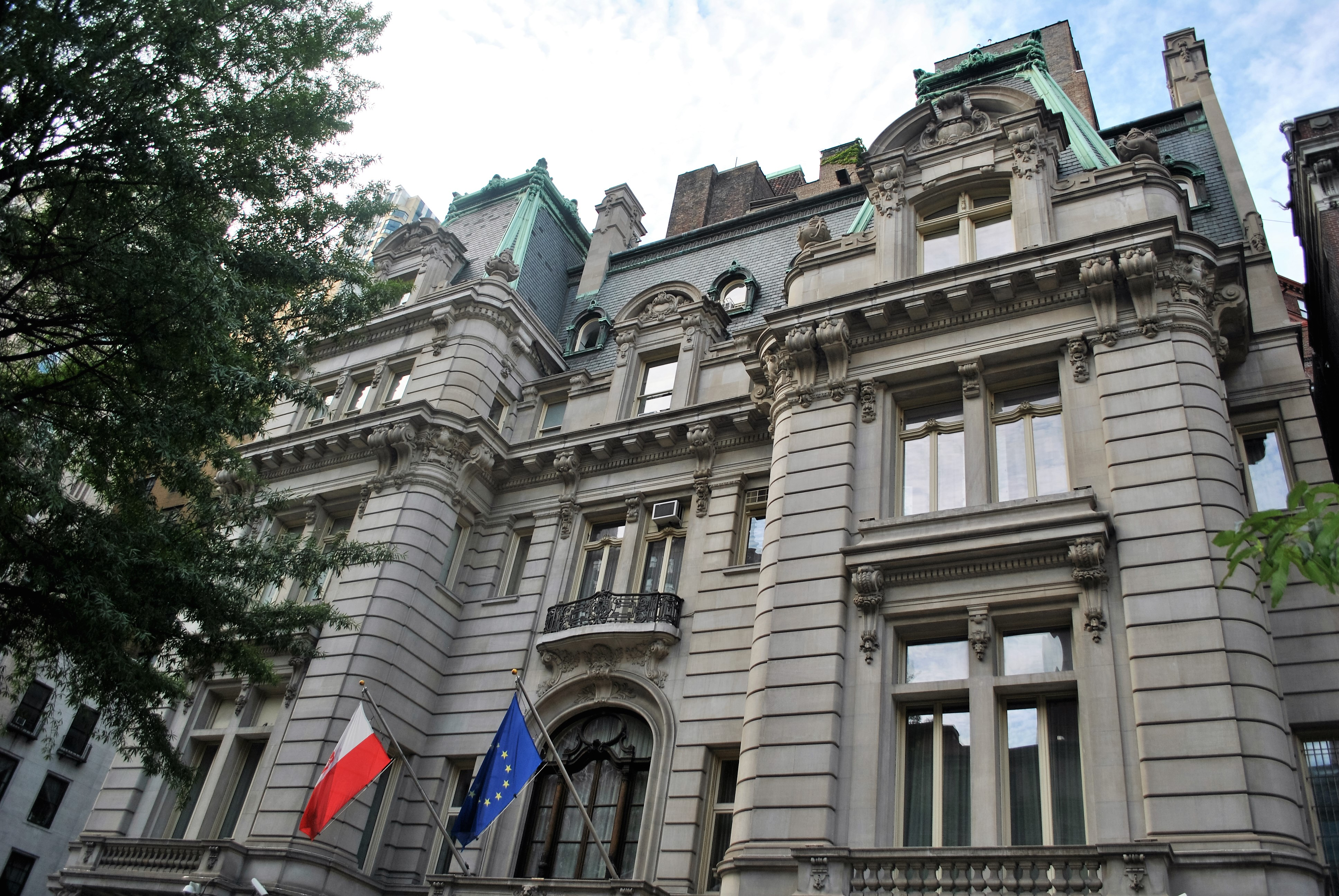
Consulado-General de Polonia en Nueva York